# Калита (Киевская область)
Калита́ — посёлок в Броварском районе Киевской области, Украина.

## Географическое положение
Расстояние до Киева — 48 км, до Броваров — 33 км, до трассы М-01 (Е-95) Киев-Чернигов — 4 км.

## История
В январе 1989 года численность населения составляла 5447 человек.
В сентябре 2001 года Кабинет министров Украины утвердил решение о приватизации находившегося в посёлке агрокомбината.
На 1 января 2013 года численность населения составляла 4765 человек.

## Современное состояние
На территории посёлка расположены школа, детский сад, амбулатория, дом культуры, стадион, заведения общественного питания, библиотека, почтовое отделение, отделение «Новой почты», банки, пожарное депо, продовольственные и промышленные магазины, продуктовый магазин «Фора», церковь.
На окружной дороге находится конезавод.

Комбикормовый завод, цех премиксов, свинокомплекс, очистные сооружения находятся в 7 километрах от посёлка в сторону села Заворичи.

## Транспорт
Регулярное автобусное сообщение с Киевом.

## Персоналии
- Луценко, Анатолий Фёдорович (1925—2002) — советский и украинский поэт и художник.

Россоха Петр Саввич (1928 - 1996), о. Пафнутий,схиархимандрит Феофил, Киево-Печерская Лавра, Китаевская пустынь.